# Vicente Antonio Caballero
Vicente Antonio Caballero (?, 1916. szeptember 28. – ?, 1963. augusztus 10.) spanyol nemzetközi labdarúgó-játékvezető.

## Pályafutása
A Spanyol labdarúgó-szövetség Játékvezető Bizottsága (JB) 1961-ben terjesztette fel nemzetközi játékvezetőnek. Több nemzetek közötti válogatott és klubmérkőzést vezetett. A spanyol nemzetközi játékvezetők rangsorában, a világbajnokság-Európa-bajnokság sorrendjében többedmagával a 26. helyet foglalja el 1 találkozó szolgálatával.

## Statisztika

### Nemzetközi válogatott mérkőzései
| #  | Dátum             | Helyszín                 | Hazai   | Eredmény | Vendég      | Kiírás        | Gólok | Esemény |
| -- | ----------------- | ------------------------ | ------- | -------- | ----------- | ------------- | ----- | ------- |
| 1. | 1962. október 14. | Antwerpen, Bosuilstadion | Belgium | 2 – 0    | Hollandia   | barátságos    | -     |         |
| 2. | 1963. március 31. | Brüsszel, Heysel Stadion | Belgium | 0 – 1    | Jugoszlávia | NEK-selejtező | -     |         |
|    | Összesen          |                          |         | 2        | mérkőzés    |               |       |         |